# 4,4'-diaminodicyclohexylmethaan
4,4'-diaminodicyclohexylmethaan is een cycloalifatisch diamine. De stof komt voor als een witte tot lichtgele vaste stof met een karakteristieke ammoniakgeur, die weinig tot niet oplosbaar is in water.

## Synthese
4,4'-diaminodicyclohexylmethaan wordt bereid door de hydrogenering van 4,4'-methyleendianiline in een vloeibare fase met waterstofgas in een gasfase, via een exotherme katalytische reactie. De katalysator is doorgaans gebaseerd op ruthenium of rodium.

## Toepassingen
4,4'-diaminodicyclohexylmethaan is een grondstof voor polyurethaan (via het isocyanaat dicyclohexylmethaan-4,4'-di-isocyanaat) of epoxyharsen. Het is ook een tussenproduct voor kleurstoffen, farmaceutische stoffen, pesticiden en andere verbindingen.

## Toxicologie en veiligheid
4,4'-diaminodicyclohexylmethaan is een corrosieve en irriterende stof, die matig toxisch is. Contact met de stof moet vermeden worden; blootstelling aan de stof veroorzaakt ernstige beschadiging aan de slijmvliezen en bovenste luchtwegen, ogen en huid. De stof kan een allergische huidreactie veroorzaken. De letale dosis bij ratten ligt tussen 670 en 1000 mg/kg.